# Таруське князівство
Таруське князівство —  князівство XIII–XV століть з центром в місті Таруса. Входило до групи т. зв. Верхівських князівств. Спочатку існувало як удільне князівство у складі Чернігівського князівства. Відомо ім'я першого князя — Юрій. В російській історіографії переважає думка, що Юрій був сином великого князя Михайла Чернігівського, що був вбитий в Золотій Орді у 1246 — і ця дата вважається роком заснування Таруського князівства. Однак, не всі російські вчені погоджуються з цією версією родоводу і заснування князівства.
У 1392 р. було приєднане до Московського князівства на автономних правах як удільне князівство за ярликом хана Золотої Орди. У 1473 р. скасоване і остаточно приєднане до Московської держави.

## Таруські князі[3]
- Юрій Михайлович (1246 ? — ?);
- Всеволод Юрійович Орехва (друга половина XIII — початок XIV ст.);
- Федір Іванович Волконський (? — 8.09.1380 р.)
- Всеволод Всеволодович (XIV ст.);
- Дмитро Всеволодович Шутиха († після 1440);
- Костянтин Іванович Оболенський
- Іван Костянтинович Оболенський (перша половина XIV ст.).